# Самойлова-Ледогорова, Галина Алексеевна
Гали́на Алексе́евна Само́йлова-Ледогорова (5 декабря 1962, Липецк) — советская актриса театра и кино.

## Биография
С 1981 по 1982 год училась в высшем театральном училище имени М. С. Щепкина.
В 1985 году окончила ГИТИС (мастерская Ирины Судаковой и Лидии Князевой). Работала в московском театре имени Александра Пушкина. Среди её работ — главные роли в спектаклях: «Крик» Виктора Мережко, «На самом краю ночи» Жана Ануя, «Народный Малахий» Миколы Кулиша, «Аленький цветочек» Сергея Аксакова, «Из пламя и света» Александра Червинского и других. В кино снималась с 1983 года, исполнила главные роли в мелодраме «Женихи» и лирической комедии «Рядом с Вами».
В 1995 году она вместе с мужем актёром Вадимом Ледогоровым и сыном Никитой переехали в Новую Зеландию.  В Окленде Галина Ледогорова открыла центр сохранения русского языка и развития творческих способностей — Russian Youth Cultural Centre. Галина Ледогорова – редактор New Zealand Russian Cultural Herald Родник. Художественный руководитель Литературно-драматической студии Ледогоровых и Театра для детей и всей семьи. С 1997 по 2010 она принимала участие в программах литературного театра на общественном радио «Ярославна» и в программе «Русская культура и духовность».

## Творчество

### Спектакли
- «Аленький цветочек» (по сказке С. Аксакова) — Алёнушка
- «Крик» В. Мережко — Тамара
- «Народный Малахий» Н. Кулиша — Любовь
- «Обручение» М. Метерлинка — дочь мельника
- « Я — женщина» В. Мережко — Элла
- «Подонки» Я. Гловацкого — «Отец»
- «Из пламя и света» А. Червинского — Катенька и Марфуша
- «На самом краю ночи» Ж. Ануй — Эвридика
- «Один из последних вечеров карнавала» К. Гольдони — Сеньора Альба
- Театральные работы в Новой Зеландии
- Театральный вечер «200 лет А. С. Пушкину» — ведущая
- «Кроткая» Ф. Достоевского — Лукерья
- «Предложение» А. Чехова — Наталья Степановна
- «Медведь» А. Чехова — Елена Ивановна Попова
- «Счастье мое» А. Червинского — Лидия Ивановна
- «Старый Новый год» театральный вечер — режиссёр и ведущая

### Кино и телевидение
- 1983 — Летаргия — пассажирка электрички
- 1985 — Инопланетянка — инопланетянка
- 1985 — Женихи — Кристина / Улита
- 1985 — Не ходите, девки, замуж — Алёна
- 1986 — Рядом с вами — Лёля
- 1987 — Где находится нофелет? — прохожая
- 1989 — Гу-га — провожающая
- 1989 — Криминальный квартет — Зина
- 1989 — Под куполом цирка — Галина Силантьева
- 1989 — Утоли моя печали — Зоя

### Радиопостановки
- 1993 — «Похождения Бальзаминова» А. Островского (реж. Юрий Ерёмин) — Анфиса
- 1994 — «Неосторожность» И. Тургенева. Режиссёр Вадим Ледогоров. — Донья Долорес

## Награды
- Грамота Правительственной комиссии по делам соотечественников за рубежом (2019)[1].